# Chromis agilis
Chromis agilis är en fiskart som beskrevs av Smith, 1960. Chromis agilis ingår i släktet Chromis och familjen Pomacentridae. Inga underarter finns listade i Catalogue of Life.